# Star Blazers/Star Blazers Theme
Star Blazers/Star Blazers theme è un singolo della band Gli Argonauti, pubblicato nel 1980.

## Descrizione
Il brano Star Blazers era la sigla italiana dell'anime omonimo, scritta da Grytzko Mascioni con lo pseudonimo Indira su musica e arrangiamento di Giancarlo Trombetti. Star Blazers Theme è la versione strumentale dello stesso brano.

## Gli Argonauti
Dietro lo pseudonimo Gli Argonauti, formatosi per la sola realizzazione di questa sigla, si celavano i musicisti Lele Melotti alla batteria, Silvano Silvi ("starblazers!"), Giancarlo Trombetti (voce), Max Trentini (tastiere), Fio Zanotti alle chitarre e il Piccolo coro dell'Antoniano ai cori.

## Produzione
Il disco è stato stampato con tre diverse copertine, pur mantenendo lo stesso numero di codice. Nella prima stampa non era specificata la serie televisiva di cui il brano era sigla, la seconda stampa recava la scritta «sigla originale televisiva "I guerrieri delle stelle"» e la terza con la scritta «sigla originale televisiva "Star Blazers"».

## Tracce
Lato A
- Star Blazers - (Grytzko Mascioni-Giancarlo Trombetti)

Lato B
- Star Blazers theme - Grytzko Mascioni-Giancarlo Trombetti)

## Edizioni
- Star Blazers è stato inserito all'interno di Superbambini (1981) LP[7]
- Star Blazers (2016) edizione limitata Tivulandia TVL45 048